# 周彌彌
周弥弥（1944年11月9日—），生于上海，台湾越剧演员，擅长旦角，被称作“台湾越剧皇后”。1949年随父母迁居台湾。1962年起登台演出。1975年，成立再兴青年越剧团。代表作品有越剧《红楼梦》、《白蛇传》、《孟丽君》、《盘夫索夫》、《辽宫春秋》、《花中君子》等。

## 引用文献
1. ↑  周弥弥演金枝玉叶 [永久]，侨报网
2. ↑  .   [2009-07-02]. （原始内容存档于2005-05-16）.
3. ↑  卢时俊.宝岛越剧的耕耘者—访台湾越剧明星周弥弥.引自《上海戏剧》，1989年02期。